# Arthur-Conan-Doyle-Statue

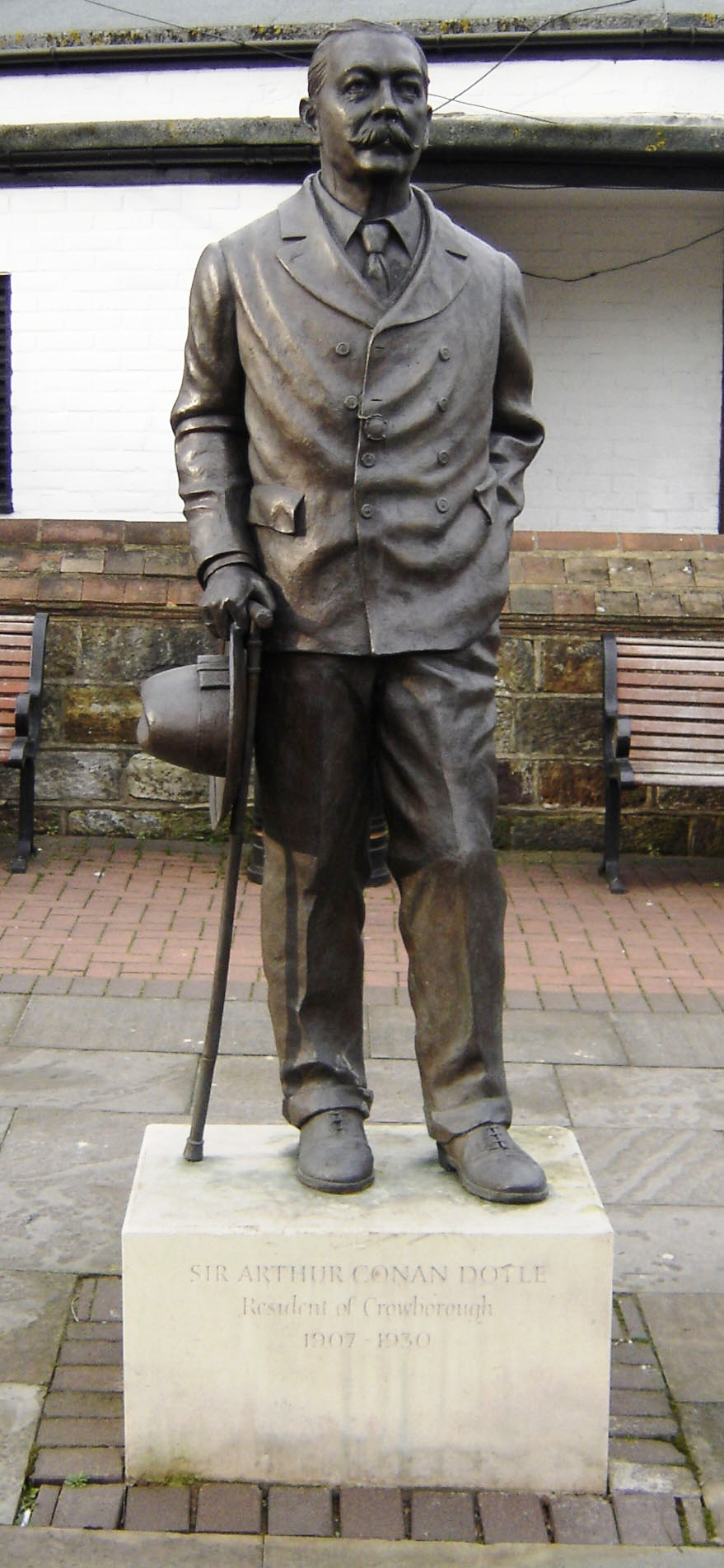
Arthur-Conan-Doyle-Statue (2005)

Die Sir-Arthur-Conan-Doyle-Statue ist eine Statue in Crowborough, East Sussex, England. Sie stammt vom Bildhauer David Cornell (* 1935). Arthur Conan Doyle war von 1907 bis 1930 Bürger von Crowborough.

## Beschreibung
Das Denkmal in Crowborough besteht aus einer Bronzefigur auf einer Plinthe aus Stein. Die Figur hat die Maße (H × B × T) 190 × 65 × 60 cm, der Sockel hat die Maße 40 × 77 × 60 cm und trägt die Inschrift:
SIR ARTHUR CONAN DOYLE
Resident of Crowborough
1907–1930
Conan Doyle ist dargestellt im Alter von etwa 50 Jahren. Er steht in einem leichten Kontrapost auf dem Sockel und ist bekleidet mit Anzug und Krawatte. Er ist barhäuptig, die linke Hand steckt in der hinteren Hosentasche, die Rechte, in der er seinen Hut hält, stützt sich auf einen Spazierstock.

## Geschichte
Das Denkmal am Cloke’s Corner in Crowborough wurde am 14. April 2001 enthüllt. Finanziert wurde das Denkmal durch den Conan Doyle Statue Trust mit Zuschüssen des Town Council Crowborough und privaten Spenden. Zur Finanzierung des Bronzegusses hatte Cornell eine limitierte Serie eines verkleinerten Modells gießen lassen. Die Statue wurde an prominenter Stelle an der Hauptkreuzung der Stadt aufgestellt.